# Gonomyia banksiana
Gonomyia banksiana là một loài ruồi trong họ Limoniidae. Chúng phân bố ở miền Australasia.